# Сетуха (река)
Сетуха — река в России, протекает в Белёвском районе Тульской области. Левый приток Оки.

## География
Сетуха берёт начало у деревни Берёзово, где на реке устроен пруд. Течёт на запад, пересекает автодорогу Р92. Устье реки находится неподалёку от села Сныхово в 1231,2 км по левому берегу реки Оки. Длина реки составляет 16 км, площадь водосборного бассейна — 47,6 км².

## Данные водного реестра
По данным государственного водного реестра России относится к Окскому бассейновому округу, водохозяйственный участок реки — Ока от города Белёв до города Калуга, без рек Упа и Угра, речной подбассейн реки — бассейны притоков Оки до впадения Мокши. Речной бассейн реки — Ока.
Код объекта в государственном водном реестре — 09010100512110000018824.